# Copa de la Liga de Hong Kong
La Copa de la liga de Hong Kong es un torneo de copa de eliminación directa que es organizado por la Asociación de fútbol de Hong Kong.
Fue creada en el año 2000 y fue disputada por los clubes participantes de la Primera División de Hong Kong hasta la versión 2011-12. Desde la versión 2014-15 participan los equipos miembros de la Liga Premier de Hong Kong.

## Palmarés
- Lista de finales de la Copa de la Liga de Hong Kong.[2]

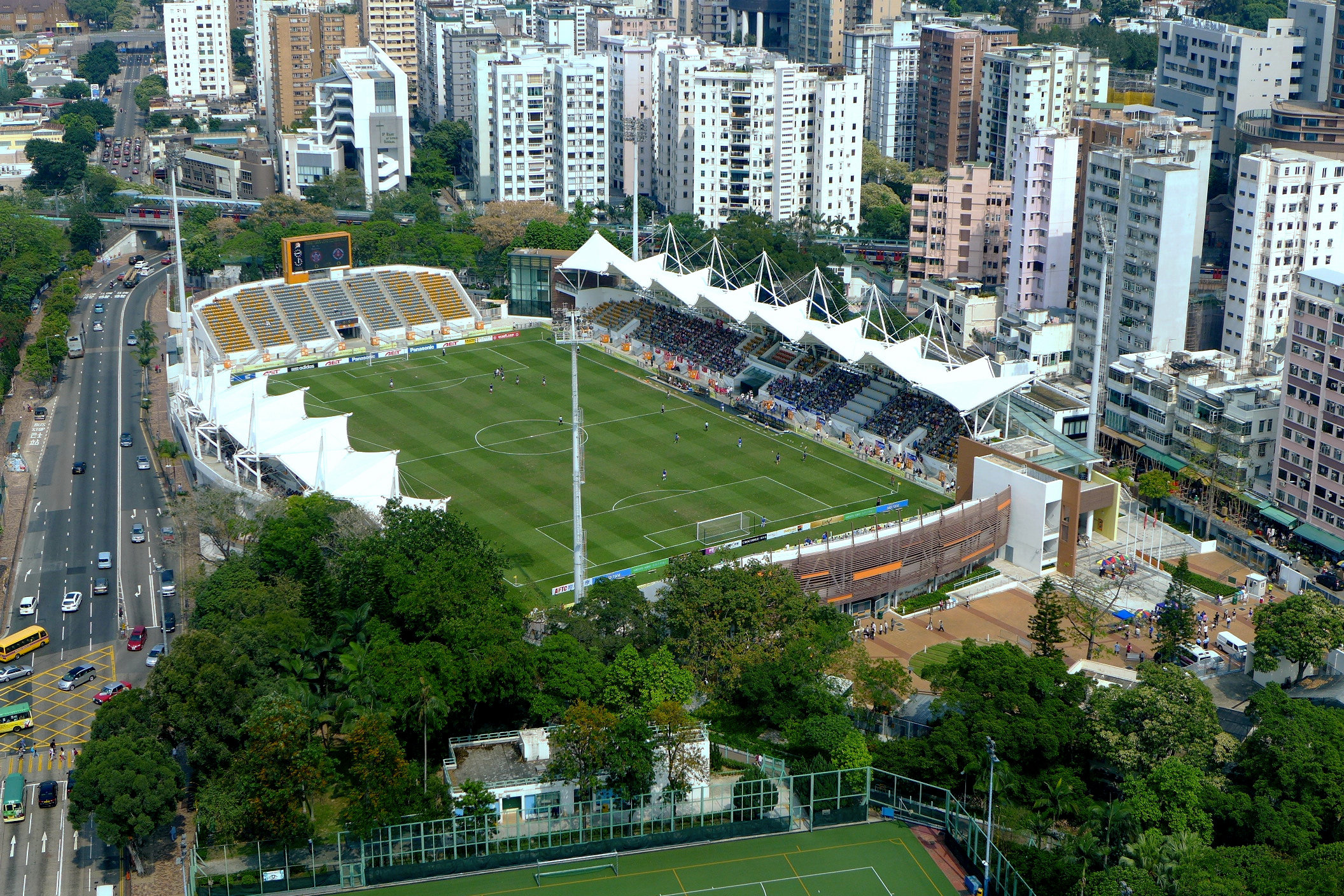
El Estadio Mong Kok, escenario habitual de la final de la Copa de la Liga de Hong Kong.

| Temporada | Campeón           | Resultado         | Finalista         | Estadio           |
| --------- | ----------------- | ----------------- | ----------------- | ----------------- |
| 2000-01   | Happy Valley      | 2-1               | Sun Hei           | Estadio Mong Kok  |
| 2001-02   | South China       | 3-0               | Buler Rangers     | Estadio Mong Kok  |
| 2002-03   | Sun Hei           | 2-2 †             | Happy Valley      | Estadio Mong Kok  |
| 2003-04   | Sun Hei           | 4-2               | Happy Valley      | Estadio Mong Kok  |
| 2004-05   | Sun Hei           | 1-0               | Happy Valley      | Estadio Mong Kok  |
| 2005-06   | Kitchee           | 4-3               | Happy Valley      | Estadio Mong Kok  |
| 2006-07   | Kitchee           | 2-1               | Happy Valley      | Estadio Mong Kok  |
| 2007-08   | South China       | 4-2               | Kitchee           | Estadio Mong Kok  |
| 2008-09   | Sun Hei           | 2-2 †             | TSW Pegasus       | Estadio Mong Kok  |
| 2009-10   | Copa no disputada | Copa no disputada | Copa no disputada |                   |
| 2010-11   | South China       | 2-1               | TSW Pegasus       | Estadio Yuen Long |
| 2011-12   | Kitchee           | 2-1               | TSW Pegasus       | Estadio Mong Kok  |
| 2012-13   | Copa no disputada | Copa no disputada | Copa no disputada |                   |
| 2013-14   | Copa no disputada | Copa no disputada | Copa no disputada |                   |
| 2014-15   | Kitchee           | 4-0               | South China       | Estadio Mong Kok  |
| 2015-16   | Kitchee           | 3-0               | South China       | Estadio Mong Kok  |
| 2023-24   | Kitchee           | 2-2 (5-4 p.)      | Lee Man           | Estadio Mong Kok  |

## Títulos por club
| Club         | Campeón | 2º | Años campeón                                         |
| ------------ | ------- | -- | ---------------------------------------------------- |
| Kitchee      | 6       | 1  | 2005-06, 2006-07, 2011-12, 2014-15, 2015-16, 2023-24 |
| Sun Hei      | 4       | 1  | 2002-03, 2003-04, 2004-05, 2008-09                   |
| South China  | 3       | 2  | 2000-01, 2007-08, 2010-11                            |
| Happy Valley | 1       | 5  | 2000-01                                              |
| Sun Pegasus  | -       | 3  | -----                                                |
| Rangers      | -       | 1  | -----                                                |
| Lee Man      | -       | 1  | -----                                                |